# Коркодон
Коркодо́н — річка в Магаданській області Росії, права притока Колими. Довжина 476 км, площа басейну 42 800 км². Бере початок з Коркодонського хребта; тече між ним і хребтом Молькати, в нижній течії — по широкій із заболоченим дном долині.
Живлення снігове і дощове. Замерзає в жовтні, скресає в кінці травня. Основна притока — Булун (справа). Сплавна.
В басейні річки 1 145 малих озер загальною площею 21 км².